# 巴拿馬區
巴拿馬區（西班牙語：Distrito de Panamá），是巴拿馬的一個行政區，位於該國中東部，由巴拿馬省負責管轄，始建於1519年，面積2,031平方公里，2010年人口880,691，人口密度每平方公里433.58人。
8°59′N 79°31′W / 8.983°N 79.517°W